# Sharktopus vs. Pteracuda
Sharktopus vs Pteracuda es la secuela de la película original de monstruos de Syfy de 2010 Sharktopus. La película, producida por Roger Corman y protagonizada por Robert Carradine, se estrenó el 2 de agosto de 2014.  Otros actores en la película son Conan O'Brien, quien hace su debut como actor en una escena descrita como "verdaderamente violenta, evidentemente repugnante y de humor negro" 
La tercera entrega de la serie Sharktopus se supone que sería "Sharktopus vs Mermantula" protagonizada por una criatura mitad tritón y mitad tarántula. Sin embargo, una secuela llamada "Sharktopus vs Whalewolf" (juego de palabras entre "whale": "ballena" y "werewolf": "hombre-lobo") se estrenó el 19 de julio de 2015.

## Argumento
Después que Andy Flynn destruyó el Sharktopus original (criatura mitad tiburón y mitad pulpo ), sus diversos pedazos flotan de regreso hacia el océano. Sin embargo, entre los restos estaba un saco de huevo y la bióloga marina Lorena termina quedándose con la tutela del único descendiente de la criatura, la cual ella comienza a criar en el acuario de su tío. Mientras tanto, el Dr. Rico Symes está trabajando duro en su propia arma biológica. Después de recolectar ADN de pterodáctilo, lo combina con  ADN de una barracuda, creando un monstruo que puede aterrorizar por tierra, mar y aire. Las cosas se ven bastante bien durante el vuelo inicial de prueba hasta que la criatura es secuestrada por un ingeniero quien busca venderlo al mejor postor. El monstruo híbrido es liberado por accidente y es libre de arrasar la costa en busca de alimento, pero Sharktopus se pone en su camino.

## Reparto
- Robert Carradine como Dr. Rico Symes
- Rib Hillis como Hamilton "Hamm".
- Katie Savoy como Lorena Christmas.
- Akari Endo como Veronica Vega, Reportera de noticias.
- Hensy Pichardo como Munoz (Tío de Lorena).
- Tony Evangelista como Rick Hoffman.
- Conan O'Brien como Él mismo.
- Hector Then como Harold "Harry" Smith.
- William Simon como Taxista